# Serge & Christine Ghisoland
Serge & Christine Ghisoland (beiden geboren in 1946) vormen een zingend duo uit Moeskroen. Ze vertegenwoordigden België tijdens het Eurovisiesongfestival 1972
Reeds in 1970 probeerde het getrouwde paar naar het Eurovisiesongfestival te gaan. Ze namen met twee nummers deel aan de preselectie: Lai lai lai en Nous serons toi et moi. Beide liedjes waren gekwalificeerd voor de finale, maar ze besloten om enkel Lai lai lai te zingen. Uiteindelijk werden ze vierde.
In 1972 slaagden ze er wel in de preselectie te winnen. Met hun nummer A la folie ou pas du tout mochten ze naar het zeventiende Eurovisiesongfestival, op 25 maart in Edinburgh, het Verenigd Koninkrijk. Daar werden ze uiteindelijk teleurstellend zeventiende. Ze lieten enkel Malta achter zich.
1956: Fud Leclerc + Mony Marc · 
1957: Bobbejaan Schoepen · 
1958: Fud Leclerc · 
1959: Bob Benny · 
1960: Fud Leclerc · 
1961: Bob Benny · 
1962: Fud Leclerc · 
1963: Jacques Raymond · 
1964: Robert Cogoi · 
1965: Lize Marke · 
1966: Tonia · 
1967: Louis Neefs · 
1968: Claude Lombard · 
1969: Louis Neefs · 
1970: Jean Vallée · 
1971: Lily Castel & Jacques Raymond · 
1972: Serge & Christine Ghisoland · 
1973: Nicole & Hugo · 
1974: Jacques Hustin · 
1975: Ann Christy · 
1976: Pierre Rapsat · 
1977: Dream Express · 
1978: Jean Vallée · 
1979: Micha Marah · 
1980: Telex · 
1981: Emly Starr · 
1982: Stella · 
1983: Pas de Deux · 
1984: Jacques Zegers · 
1985: Linda Lepomme · 
1986: Sandra Kim · 
1987: Liliane Saint-Pierre · 
1988: Reynaert · 
1989: Ingeborg · 
1990: Philippe Lafontaine · 
1991: Clouseau · 
1992: Morgane · 
1993: Barbara · 
1995: Frédéric Etherlinck · 
1996: Lisa del Bo · 
1998: Mélanie Cohl · 
1999: Vanessa Chinitor · 
2000: Nathalie Sorce · 
2002: Sergio & The Ladies · 
2003: Urban Trad · 
2004: Xandee · 
2005: Nuno Resende · 
2006: Kate Ryan · 
2007: The KMG's · 
2008: Ishtar · 
2009: Copycat · 
2010: Tom Dice · 
2011: Witloof Bay · 
2012: Iris · 
2013: Roberto Bellarosa · 
2014: Axel Hirsoux · 
2015: Loïc Nottet · 
2016: Laura Tesoro · 
2017: Blanche · 
2018: Sennek · 
2019: Eliot · 
2021: Hooverphonic · 
2022: Jérémie Makiese · 
2023: Gustaph · 
2024: Mustii · 
2025: Red Sebastian